# Дъскот
Дъ̀скот е село в Северна България. То се намира в община Павликени, област Велико Търново.

## География
Село Дъскот е разположено на високо място на тъй наречените „Дъскотски възвишения“ на 198 м над морското равнище. Намира се на 8 км източно от гр. Павликени, а къщите му са разположени по северния скат на възвишението с изключение на 10 – 15 къщи, които имат изглед на юг към Стара Планина, „Паметника на свободата“ на връх „Шипка“, долината на река Росица, каналите на язовир „Александър Стамболийски“, селата Лесичери, Стамболово, Михалци и градовете – Бяла Черква и Сухиндол. Съседни села са селата Лесичери, Паскалевец, Горна Липница, Долна Липница и Патреш. Климатичните условия на полубалканския въздух, плодородието на чернозема и добрата вода из землището са благоприятствали за възникване и съществуването на Дъскот.

## История
За името на с. Дъскот има две предания. Едното, е че в една от местностите, наречена „Отлака“ имало вековна дъбова гора, от която дъскорезница е бичела дъски, а другата е – от над селските каменни кариери са се вадели плочи, като дъски.
„Дъскот“ е българска дума и може да се предполага, че селото съществува от Втората българска държава, но от направена справка в Ориенталския отдел (турски архиви) за пръв път се споменава през 1618 година в една турска книга, в която е записано, че 57 български къщи плащат данък към турската държава.
В нивите на землището на Дъскот са намирани глинени съдове, керемиди, тухли и много монети, което предполага, че то е било римско. На една от могилите през 1957 година е открита делва от тракийско време, която е предадена в Окръжния музей на Велико Търново. Несъмнено Дъскот е било някога тракийско, а по-късно и римско селище.

## Население
Преброяване на населението през 2011 г.
Численост и дял на етническите групи според преброяването на населението през 2011 г.:
|                     | Численост | Дял (в %) |
| Общо                | 417       | 100,00    |
| Българи             | 304       | 72,90     |
| Турци               | 13        | 3,11      |
| Цигани              | 0         | 0,00      |
| Други               | 0         | 0,00      |
| Не се самоопределят | 0         | 0,00      |
| Неотговорили        | 98        | 23,50     |

## Обществени институции
- Кметство Дъскот – Кметствата са съставни структурни единици в Общината, които представляват организационно – структурни звена, чрез които се подобрява качеството и бързината при осъществяване на функциите и извършване на услугите на населението. Кмета е органа, който управлява и решава местните проблеми в населеното място, което е основа на местното самоуправление. Първите избори в село Дъскот се провеждат през 1878 година, в които участват само по-будни и по-видни селяни. По изборния закон по онова време се е избирал кмет без бюлетина. Общинското кметско управление отначало се е помещавало в старата сграда на първото основно училище в селото, а от 1960 година е в собствена сграда. През 2019 година, поради малкия брой на жителите, село Дъскот вече е населено място с кметско наместничество.
- Кметове на селото след Руско-турската освободителна война (1877 – 1878 г.)
- 1878 – 1879 г. – Иван Иванов Хинчев (от с. Каломен, Дряновско)
- 1880 – 1881 г. – Марин Тодоров Шишков
- 1882 – 1883 г. – Иван Дончев
- 1884 – 1885 г. – Стоян Стоев
- 1886 – 1887 г. – Никола Алурков
- 1888 – 1889 г. – Косю Кереков
- 1890 – 1892 г. – Митю Христов Йонов
- 1893 – 1894 г. – Станчо Христов Демирев
- 1895 – 1897 г. – Ганчо Недков Бърборков
- 1898 – 1899 г. – Господин Христов Хинов
- 1900 – 1903 г. – Марко Проданов
- 1904 – 1907 г. – Пеню Дечев
- 1908 – 1910 г. – Ангел Денчев Камбуров
- 1911 – 1912 г. – Христо Цонев Недев
- 1913 – 1914 г. – Георги Джуров
- 1915 – 1919 г. – Ангел Иванов Каралеев
- 1920 – 1922 г. – Михаил Стефанов Кереков
- 1923 – 1924 г. – Минчо Дурчев
- 1925 – 1926 г. – Христо Митев Йонов
- 1927 – 1928 г. – Тодор Господинов Килджиев
- 1929 – 1930 г. – Христо Митев Йонов
- 1931 – 1932 г. – Страшимир Бърборков
- 1933 – 1934 г. – Григор Хинов и Стефан Марков
- 1935 – 1936 г. – Минко Ямаков /от с. Михалци/
- 1937 – 1938 г. – Д-р Петър Влаев /от Севлиево/
- 1939 – 1942 г. – Йордан Николов Мошев
- 1943 – 1944 г. – Макавей Йончев /от Плевен/
- 1944 – 1946 г. – Асен Атанасов Попов
- 1947 – 1956 г. – Йордан Минчев Килджиев
- 1957 – 1960 г. – Николай Иванов Стойков
- 1961 – 1962 г. – Стефан Колев Кереков
- 1963 – 1964 г. – Пенчо Атанасов Давидов
- 1965 – 1966 г. – Иван Велизаров /от с. Паскалевец/
- 1967 – 1968 г. – Христо Радославов Кръстев
- 1969 – 1973 г. – Цоню Митев Недев
- 1974 – 1976 г. – Тодор Стефанов Марчев
- 1976 – 1984 г. – Васил Борисов Митев
- 1985 – 1989 г. – Иван Стоянов Чаушев
- 1900 – 1995 г. – Николинка Цветанова Дяволова
- 1996 – 1999 г. – Иван Стоянов Чаушев
- 1999 – 2003 г. – Никола Димитров Николов
- 2003 – 2007 г. – Иван Стоянов Чаушев
- 2007 – 2011 г. – Кольо Стефанов Кереков
- 2011 – 2015 г. – Петър Руменов Кънчев
- 2015 – 2019 г. – Петър Руменов Кънчев
- 2019 – – Николай Василев Митев – кметски наместник
- Училище – През есента на 1879 година се открива начално училище с едно отделение с учител Петко Камбуров. Училищната сграда се е намирала в двора на сегашната черква. Поради големия наплив на жадни за знание деца през 1882 година се налага построяването на ново училище „Св. Кирил и Методий“ – просторно и слънчево. Провеждали са се много бригади и екскурзии, а учителите са били на почит и уважение сред ученици и родители. В днешно време дъскотското училище е затворено и пустеещо.
- Народно читалище „Напредък – 1887“ – В навечерието на 25.10.1887 година по инициатива на поборника – свещ. Поп Петър Драганов и учителите Ганчо Иванов, Гено Трифонов и Петко Камбуров се организира събрание в старото училище. Те предложили идеята за основаване на читалище, тъй като 80% от населението в селото било неграмотно и трябвало училище и за големите. Вдъхновени от идеята и чувстващи нужда от грамотност, хората подкрепили възрожденците. Кръстник на читалището станал поп Петър Драганов. Нарекъл го „Напредък“, като то оправдало името си, защото помогнало за културния, стопанския и обществено–политически напредък на селото. На 02.11.1887 г. приемат и устава на читалището. С течение на годините се създава музикален състав, вокална, танцова и театрална група, а в големия салон на читалището се прожектира кино.
- Пенсионерски клуб с. Дъскот – Първият Културен клуб на пенсионера в с. Дъскот е създава още през 1987 година от Рашко Рашков. Отначало той се помещава в сградата на бившата централна автобусна спирка. На 21.02.2000 година, клубното ръководство избира нов председател – Иван Обрешков и взема решение седалището на клуба да се премести в сградата на тогавашната ЧППК Прогрес в центъра на селото. Неговата дейност се изразява в честването на бележити дати и годишнини, рождени дни и юбилеи, златни и сребърни сватби, както и провеждане на екскурзии. Към днешна дата съставът му наброява около 70 души. Пенсионерски клуб с. Дъскот има своя певческа група „Росна китка“. Тя е основана 2013 г. от вече покойната Маринка Буковска, която е и автор на текста за Химна на село Дъскот. Фолклорния състав се отличава с много изяви и награди от различни фестивали в цяла България.

## Културни забележителности
- Църква и църковен двор – Църквата в село Дъскот „Свети Иван Рилски“ е строена през 1881 – 1882 година от майстор Енчо Колев от гр. Трявна и осветена от Великотърновския митрополит Свети Климент (Васил Друмев) на 19.10.1882 година.

 Първата църковна камбана била една желязна греда, но през 1911 година дъскотчани събират материал – бакър, пиринч и калай, намират майстор – грък, който излива две камбани. Голямата камбана тежи 500 кг, а малката – 111 кг.
Първият свещеник Петър Н. Драганов е роден в с. Дичин на 02.08.1844 година и се заселва в с. Дъскот през 1882 година, като поема свещеническата длъжност, която изпълнява до 1911 година и се пенсионира. Постъпва в българското опълчение на 17 април 1877 г. На 18 май 1877 г. в румънския град Плоещ поп Петър Драганов заедно с руския архимандрит Амфилохий и още един свещеник участва в освещаването на светинята на българските доброволци Самарското знаме. Тържеството започва с молебен, отслужен от Българския Свещеник. Петър Драганов е учредител и делегат на първия и втория конгрес на БЗНС. Умира на 19 ноември 1913 г. и е погребан в църковния храм „Свети Иван Рилски“ с. Дъскот.
С удостоверение № 5808 от 2.9.2010 г.на Министерството на културата – Национален институт за недвижимо културно наследството, църквата в село Дъскот, декларирана с писмо № 2586 от 5.07.1979 г. се обявява за недвижим художествен паметник на културата. В основа на това, съгласно параграф 12, ал. 1. от Закона за културното наследство, храмът получава статут на художествена недвижима културна ценност с предварителна категория „Местно значение“. На 16.05.2013 г. храмът е ремонтиран по Европейски проект.
След завършване на проекта на храма, от 2013 година насам, като традиция всяка година по инициатива на църковното настоятелство на голям Свят празник се прави курбан за здраве.
- Паметник на загиналите във войните – Много дъскотски смели мъже са участвали в борбите за свободата на родината. За да се увековечи делото им на тях се посвещава единствения паметник в центъра на селото.
- Пролетна битова седянка– Пролетната битова седянка е едно ежегодно мероприятие в с. Дъскот, което стартира от 2017 година и вече е поместено в културения календар на селото. Организатор на събитието е местният пенсионерски клуб „Дълголетие“. Участниците, които се включват са представители на различни пенсионерски клубове от територията на област Велико Търново. В чест на идващата пролет, по традиция се подготвя битова украса в малкия салон на народно читалище „Напредък“ с. Дъскот. Артистките шият, предат и чепкат вълна, пеейки различни фолклорни песни. При тях сядат ергени и ги задяват, пресъздавайки сценки от тогавашния живот на младите моми и момци. Всички участници и гости накрая се гощават. Основен спонсор на мероприятието е община Павликени.
- Фолклорен фестивал – От 2013 г. стартира ежегодното провеждане на фолклорен фестивал „Хуморът в народното ни творчество“, който се провежда на открито на площад „Поп Петър Драганов“ с. Дъскот. Той започва с изпълнение на химна за селото от местната фолклорна група „Росна китка“. Организатори на мероприятието са кметство с. Дъскот и пенсионерски клуб „Дълголетие“ – с. Дъскот. Основен спонсор е община Павликени, следвана от собственици на малък и среден бизнес. Фестивалът се провежда всяка година през третата събота на месец май. Песните, които трябва да изпълняват певците са весели, закачливи и с хумористична тематика. Участниците са фолклорни състави или индивидуални изпълнители от всички възрастови групи. На фестивала участват над 300 души от различни точки на България. Опявайки мързела, пиянството, любовните мераци и недъзите на хората, те разкриват същността на човешката натура. През 2014 започва и участието на по-известни фолклорни изпълнители – Анна Борисова, Христо Косашки, Латинка Петрова, Петър Георгиев и Боряна Карпузова. Интерес за посетителите представлява приготвения по стара дъскотска рецепта боб, който се вари в съд на огън.
- 1 юни – Денят на детето.
- Празник на ябанджийката и заврения зет – На 15 септември от 2014 г. насам се чества „Денят на ябанджийката и заврения зет“. На него се събират всички снахи, родом от други населени места, както и заврените зетьове. Символ на празника е знамето, представляващо стара престилка, която е в немарлив вид. Организират се различни състезания и кулинарна изложба.
- Кметска институция – На всяка кръгла годишнина кметство Дъскот организира тържество, на което се канят бивши кметове на селото, както и колеги от други населени места.
- Събор на село Дъскот – Съборът на Дъскот се чества през първата събота на месец ноември. Настоящият кмет на селото урежда присъствието на оркестър, който свири на площада, повдигайки духа на празнуващите. По време на веселието се вият кръшни хора и се лее руйно вино.

## Личности
Родени в Дъскот
- Ганчо Иванов (ок.1876 – 1913), учител в селото в началото на ХХ век, основател на местната социалистическа организация, загинал в Междусъюзническата война.[3]